# Fosdinovo
Fosdinovo är en ort och kommun i provinsen Massa-Carrara i regionen Toscana i Italien. Kommunen hade 4 702 invånare (2018).